# Ямакай
Ямакай (баш. Ямаҡай) — село в Благоварском районе Республики Башкортостан Российской Федерации. Административный центр Ямакаевского сельсовета.

## География

### Географическое положение
Расстояние до:
- районного центра (Языково): 17 км,
- ближайшей ж/д станции (Благовар): 18 км.

## Население
| 2002 | 2009 | 2010 |
| ---- | ---- | ---- |
| 192  | ↗260 | ↘232 |

### Национальный состав
Согласно переписи 2002 года, преобладающая национальность — башкиры (71 %).